# Петра Рампре
Петра Рампре (словен. Petra Rampre; нар. 20 січня 1980) — колишня словенська тенісистка.
Найвищу одиночну позицію світового рейтингу — 151 місце досягла 30 квітня 2012, парну — 84 місце — 20 листопада 2000 року.
Здобула 8 одиночних та 5 парних титулів туру ITF.
Найвищим досягненням на турнірах Великого шолома було 2 коло в парному розряді.

## Фінали турнірів WTA

### Парний розряд: 1 (поразка)
| Легенда                       |
| ----------------------------- |
| Турніри Великого шолома       |
| Premier Mandatory & Premier 5 |
| Premier                       |
| International (0–1)           |

| Результат | Дата     | Турнір       | Покриття | Партнерка         | Суперниці                      | Рахунок  |
| --------- | -------- | ------------ | -------- | ----------------- | ------------------------------ | -------- |
| Поразка   | Тра 2000 | Belgian Open | Ґрунт    | Дженніфер Гопкінс | Сабін Аппельманс Кім Клейстерс | 1–6, 1–6 |

## Фінали ITF
| турніри $100,000 |
| турніри $75,000  |
| турніри $50,000  |
| турніри $25,000  |
| турніри $10,000  |

### Одиночний розряд: 15 (8–7)
| Результат | Ранг | Дата           | Турнір                                 | Покриття   | Суперниця         | Рахунок          |
| --------- | ---- | -------------- | -------------------------------------- | ---------- | ----------------- | ---------------- |
| Поразка   | 1.   | Гру 1995       | ITF Пршеров, Чехія                     | Тверде     | Яна Поспішилова   | 2–6, 6–7         |
| Поразка   | 2.   | Лис 1996       | ITF Ramat Hasharon, Ізраїль            | Тверде     | Пем Нелсон        | 4–6, 6–3, 2–6    |
| Перемога  | 1.   | Сер 1998       | ITF Памплона, Іспанія                  | Тверде (i) | Майке Фреліх      | 6–2, 7–6(3)      |
| Перемога  | 2.   | Чер 1999       | ITF Монреаль, Канада                   | Тверде     | Хотта Томое       | 6–4, 7–5         |
| Перемога  | 3.   | 13 січня 2002  | Таллахассі, США                        | Тверде     | Ендрія Нейтан     | 4–6, 6–3, 6–4    |
| Поразка   | 3.   | 2 лютого 2003  | Рокфорд (Іллінойс), США                | Тверде (i) | Міхаела Паштікова | 3–6, 6–3, 4–6    |
| Поразка   | 4.   | 4 червня 2006  | Х'юстон, США                           | Тверде (i) | Джулія Дітті      | 4–6, 7–6(4), 3–6 |
| Поразка   | 5.   | 24 травня 2009 | Ландісвілл (Пенсільванія), США         | Тверде     | Лора Гренвілл     | 2–6, 1–6         |
| Перемога  | 4.   | 31 травня 2009 | Самтер (Південна Кароліна), США        | Тверде     | Анда Перяну       | 6–1, 6–4         |
| Перемога  | 5.   | 20 червня 2010 | Маунт-Плезант (Південна Кароліна), США | Ґрунт      | Лорен Девіс       | 6–3, 6–2         |
| Перемога  | 6.   | 15 травня 2011 | Ролі (Північна Кароліна), США          | Ґрунт      | Каміла Джорджі    | 6–3, 6–2         |
| Поразка   | 6.   | 12 червня 2011 | Ель-Пасо (Техас), США                  | Тверде     | К'яра Шоль        | 5–7, 5–7         |
| Перемога  | 7.   | 26 червня 2011 | Бостон, США                            | Тверде     | Тетяна Лужанська  | 6–4, 5–7, 6–4    |
| Перемога  | 8.   | 5 травня 2013  | Індіан-Гарбор-Біч (Флорида), США       | Ґрунт      | Дія Евтімова      | 6–0, 6–1         |
| Поразка   | 7.   | Чер 2013       | ITF Лас-Крусес, США                    | Тверде     | Майо Хібі         | 3–6, 0–6         |

### Парний розряд: 17 (5–12)
| Результат | Ранг | Дата            | Турнір                      | Покриття   | Партнерка           | Суперниці                                | Рахунок          |
| --------- | ---- | --------------- | --------------------------- | ---------- | ------------------- | ---------------------------------------- | ---------------- |
| Поразка   | 1.   | 26 липня 1997   | ITF Вальядолід, Іспанія     | Тверде     | Дафне ван де Занде  | Софія Фінер Анна-Карін Свенссон          | 4–6, 3–6         |
| Поразка   | 2.   | 31 жовтня 1997  | ITF Ramat Hasharon, Ізраїль | Тверде     | Катарина Среботнік  | Кірстін Фрає Гіла Розен                  | 1–6, 1–6         |
| Поразка   | 3.   | 18 липня 1998   | ITF Гечо, Іспанія           | Ґрунт      | Хотта Томое         | Лурдес Домінгес Ліно Ванесса Менга       | 6–3, 4–6, 5–7    |
| Поразка   | 4.   | 12 вересня 1998 | Фано, Італія                | Ґрунт      | Патрісія Маркова    | Лурдес Домінгес Ліно Лаура Делль'Анджело | 6–7, 6–2, 3–6    |
| Поразка   | 5.   | 19 червня 1999  | Маунт-Плезант, США          | Тверде     | Дженніфер Гопкінс   | Венді Фікс Ліндсей Лі-Вотерс             | 3–6, 6–7         |
| Поразка   | 6.   | 9 жовтня 1999   | Саґа, Японія                | Трава      | Кім Ин Ха           | Кетрін Берклей Ванесса Вебб              | 7–6, 3–6, 2–6    |
| Перемога  | 7.   | 16 вересня 2000 | Гоупвелл, США               | Тверде     | Дженніфер Гопкінс   | Євгенія Куликовська Джолін Ватанабе-Ґілц | 6–3, 6–1         |
| Поразка   | 8.   | 30 вересня 2000 | Санта-Клара, США            | Тверде     | Дон Бут             | Седа Норландер Кірстін Фрає              | 1–6, 4–6         |
| Поразка   | 9.   | 18 лютого 2001  | Мідленд, США                | Тверде (i) | Дженніфер Гопкінс   | Іветте Бастінг Олена Татаркова           | 6–3, 6–7(4), 4–6 |
| Поразка   | 10.  | 4 серпня 2001   | Vancouver Open, Канада      | Тверде     | Ванесса Вебб        | Еріка Делоун Рената Колбовіч             | 6–2, 4–6, 4–6    |
| Перемога  | 11.  | 20 січня 2002   | ITF Гейнсвілл, США          | Тверде     | Ванесса Вебб        | Бо Джонс Анжела Жгуна                    | 6–3, 5–7, 6–4    |
| Поразка   | 12 . | 7 липня 2002    | ITF Штутгарт, Німеччина     | Ґрунт      | Дар'я Кустова       | Барбара Шварц Ясмін Вер                  | 7–5, 4–6, 6–7(4) |
| Перемога  | 13.  | 12 січня 2003   | Таллахассі, США             | Тверде     | Владіміра Угліржова | Антонія Матіч Арпі Коджіан               | 6–2, 7–6(5)      |
| Поразка   | 14.  | 5 жовтня 2003   | Трой, США                   | Тверде     | Ліндсей Лі-Вотерс   | Бетані Маттек-Сендс Шенай Перрі          | 2–6, 6–2, 4–6    |
| Перемога  | 15.  | 17 липня 2005   | Балтимор, США               | Тверде     | Бо Джонс            | Таракаа Бертранд Аманда Фіш              | 6–3, 7–5         |
| Перемога  | 16.  | 10 жовтня 2009  | ITF Трой, США               | Тверде     | Ніколь Роттманн     | Хорхеліна Краверо Едіна Галловіц-Халл    | 6–3, 3–6, [10–8] |
| Поразка   | 17.  | 19 червня 2010  | ITF Маунт-Плезант, США      | Тверде     | Шелбі Роджерс       | Кейтлін Крістіан Кейтлін Горіскі         | 4–6, 2–6         |

## Досягнення в одиночних змаганнях
| W | Ф | ПФ | ЧФ | #Р | КТ | К# | P# | DNQ | A | Z# | PO | G | S | B | NMS | NTI | P | NH |

| Турнір                                       | 1998 | 1999 | 2000 | 2001 | 2011         | 2012         | Career W–L |
| -------------------------------------------- | ---- | ---- | ---- | ---- | ------------ | ------------ | ---------- |
| Турніри Великого шолома                      |      |      |      |      |              |              |            |
| Відкритий чемпіонат Австралії з тенісу       |      |      | К1р  | К1р  |              | К1р          | 0–0        |
| Відкритий чемпіонат Франції з тенісу         |      |      | К1р  | К1р  |              | К1р          | 0–0        |
| Вімблдонський турнір                         |      |      | К1р  | К1р  |              | К3р          | 0–0        |
| Відкритий чемпіонат США з тенісу             | К1р  | К2р  | К1р  |      | К2р          | К1р          | 0–0        |
| В-П                                          | 0–0  | 0–0  | 0–0  | 0–0  | 0–0          | 0–0          | 0–0        |
| Колишні турніри International                |      |      |      |      |              |              |            |
| Антверпен                                    |      |      | 1р   |      | Не проводили | Не проводили | 0–1        |
| Copa Colsanitas Santander                    |      |      |      |      |              | 2р           | 1–1        |
| Abierto Mexicano TELCEL                      |      |      |      |      |              | 1р           | 0–1        |
| Gastein Ladies                               |      |      | 2р   |      |              |              | 1–1        |
| Washington Open                              |      |      |      |      | 1р           |              | 0–1        |
| Tournoi de Québec                            |      |      |      |      |              | 2р           | 1–1        |
| В-П                                          | 0–0  | 0–0  | 1–2  | 0–0  | 0–1          | 2–3          | 3–6        |
| Кубок Біллі Джин Кінг                        |      |      |      |      |              |              |            |
| Світова група II, Група I зони Європи/Африки | RR   |      |      |      |              | PO           | –          |
| В-П                                          | 0–2  | 0–0  | 0–0  | 0–0  | 0–0          | 0–3          | 0–5        |
| Загальна статистика                          |      |      |      |      |              |              |            |
| Разом виграшів–поразок                       | 0–2  | 0–0  | 1–2  | 0–0  | 0–1          | 3–6          | 4–11       |
| Рейтинг на кінець року                       | 262  | 180  | 170  | 323  | 188          | 226          | Ранг 151   |